# Poarta Principală din Brașov

Poarta Principală a Braşovului, în anul demolării sale (1857)

Principala poartă a cetății Brașov se afla la capătul Uliței Căldărarilor, mai târziu a Porții, iar astăzi strada Republicii. Incendiul din 1519 distruge o parte a clădirii, reconstruită între 1522 și 1524 sub formă de bastion semicircular, de 100 m lungime, având găuri de tragere și guri de aruncare. În 1537 porții i se adaugă un turn, înlocuit în 1650 - 1651. Acesta din urmă avea un ceas mare și era împodobit cu fresce frumoase. Pe sub turn treceau care și pietoni cotind în unghi drept printr-un gang întunecos. Urma un coridor lung de 100 m care putea fi baricadat în mai multe locuri. Seara, de ambele părți ale turnului se închideau porti grele de stejar, mișcate pe șine de fier. Ca și Poarta Vămii, cea a Uliței Căldărarilor avea un pod mobil peste apă. În lunile mai-august 1613, poarta a fost întărită în vederea suportării unui asediu din partea trupelor lui Gabriel Báthory. A fost grav afectată de incendiile si cutremurele din 1650 - 1651, 1689 și 1718 (fiind refăcută între 1724-1725), dar cutremurul din 1802 a fost decisiv pentru soarta sa. Fiind în pericol să se prăbușească, poarta a fost dărâmată în 1857. 
Pe o parte din teritoriul vechii porți a fost construită „Villa Kertsch” dărâmată și înlocuită în anii 70 cu turnul rotund „Modarom”. Tot în zona porții au fost ridicate noua primărie a orașului (astăzi sediul unor magazine și agenții) și Școala de meserii (azi Regionala CFR Brașov). 
Cu ocazia modernizării străzii Republicii, în anul 1977, s-a luat inițiativa de a marca pe noul pavaj contururile zidului exterior al bastionului de poartă și al turnului interior. Această inițiativă a fost reluată după refacerea pavajului în 2005 - 2006.